# Hang Utroba
Hang Utroba, còn được gọi là Hang Womb, là một khu bảo tồn hang động thời tiền sử ở tỉnh Kardzhali, Bulgaria. Hang động giống âm hộ của con người và có từ thời Thracia. Các nhà sử học tin rằng hang động đã từng được sử dụng như một ngôi đền sinh sản.
Hang được biết đến trong tiếng Bungari là Utrobata (Утробата) hoặc Peshtera Utroba (Пещера Утроба).

## Lịch sử
Hang động nằm cách thành phố Kardzhali 20 km gần làng Ilinitsa và có niên đại từ năm 480 TCN. Hang còn được gọi là "Hang Womb" vì lối vào có hình dạng âm hộ. Bên trong hang giống như tử cung của nữ giới. Ở địa phương còn được gọi là "The Blaring Rock". Các nhà nghiên cứu tin rằng lối vào hang động là một cái khe, sau đó đã được con người mở rộng. Lối vào hang cao 3 mét (9,8 ft) và rộng 2,50 m (8,2 ft) và bên trong hang có một bàn thờ cao 1,3 m (4,3 ft) đã được chạm khắc.
Nhà khảo cổ Nikolay Ovcharov tin rằng hang động và bàn thờ đã được sử dụng bởi người Thracia. Có một số khu bảo tồn Thracia được tìm thấy ở Bulgaria. Ovcharov tin rằng nó đã được sử dụng như một ngôi đền sinh sản cho người Thracia. Những nơi "sùng bái" của người Thracia thường nằm trên đỉnh núi và có nước. Ngoài ra nước chảy liên tục tại hang Utroba, từ hang động đến chân đồi.
Có một khe hở trên trần để ánh sáng lọt vào hang. Ánh sáng tạo hình dương vật hàng ngày vào buổi trưa, nhưng chỉ chiếu tới bàn thờ vào một ngày trong năm. Vào giữa ngày, một thời điểm nhất định trong năm, ánh sáng có hình dạng dương vật xuyên sâu vào hang động đến bàn thờ. Vào tháng 2 hoặc tháng 3, ánh sáng có hình dạng giống dương vật chui vào khe trên bàn thờ: ánh sáng sau đó chiếu trong 1-2 phút. Ánh sáng xuyên qua và chiếu được cho là tượng trưng cho sự thụ tinh.
Có những cặp vợ chồng không có con đến hang động với hy vọng sẽ giúp cho người vợ thụ thai.